# إيزوبيل ميلر كون
إيزوبيل سيلينا ميلر كون، وُلدت باسم إيزوبيل سيلينا ميلر، واشتهرت باسم «بيل» (17 ديسمبر 1901 - 20 مارس 1957). كانت مبشّرة مسيحية كندية عملت بين شعب ليسو في مقاطعة يونان الصينية وفي شمال تايلاند. التحقت ببعثة الصين الداخلية وخدمت إلى جانب زوجها جون في مجالات متعددة، من بينها ترجمة الكتاب المقدس، ورعاية الكنائس، وتعليم الكتاب المقدس، والعمل التبشيري. ألّفت تسعة كتب وثّقت فيها تجاربها في الحقل التبشيري.

## نشأتها
وُلدت إيزوبيل سيلينا ميلر في تورنتو، أونتاريو، كندا، وانتقلت مع أسرتها إلى فانكوفر، كولومبيا البريطانية، عندما بلغت الحادية عشرة من عمرها. عُرفت منذ طفولتها باسم «بيل». عمل والدها أخصائيًا في الأشعة وأدّى دور واعظ علماني ضمن بعثة إنقاذ مشيخية، في حين تولّت والدتها رئاسة جمعية التبشير النسائية التابعة للكنيسة المشيخية الكندية لسنوات طويلة. أما جدّها فكان قسيسًا مشيخيًا مُرسَمًا.
نشأت كون في بيتٍ مسيحي مليء بالمحبة، رغم أنها، بحسب تعبيرها، لم تختبر «مواجهة مباشرة مع المخلّص الحي» بصورة شخصية. بعد تعرّضها لما وصفته «بسخرية مثيرة للشفقة» من أستاذ في اللغة الإنجليزية بجامعة كولومبيا البريطانية، عُرف بتشككه، قررت أنها ليست بحاجة إلى معرفة الإله الذي كان والدَاها يعلّمانها عنه. انزلقت إلى اللاأدرية، كما فعل كثير من أقرانها آنذاك. كانت شابة مرحة، محبوبة، لا تشرب ولا تدخن، وتلقت تربية تحثّها على الالتزام بما هو محترم، وعلى «أن تتزوج جيدًا»، أي أن ترتبط برجل يملك تعليمًا ومكانة اجتماعية مماثلة. أثناء دراستها الجامعية، نالت عضوية دائمة في فرقة الدراما الجامعية المرموقة منذ سنتها الأولى، وهو امتياز نادر.
رغم تخلّيها عن التعاليم المسيحية، ظلّ بعض أصدقائها ومعارفها يرونها «فتاة صالحة، بل مسيحية!» بنظرهم. غير أن أزمة شخصية قلبت حياتها. اكتشفت أن الرجل الذي كانت مخطوبة له سرًّا لم يكن خائنًا لها فحسب، بل طلب منها أيضًا أن تقبل هذا السلوك كأمر متوقّع في حياتهما الزوجية. شعرت حينها بيأس شديد، حتى أنها أوشكت على الانتحار. بينما كانت تستعدّ لاحتساء زجاجة سم من خزانة الأدوية في الحمام، بلغها من وراء الباب أنين والدها النائم في غرفته، فتذكرت كم كان «أبًا عزيزًا وعطوفًا» عليها. عادت إلى غرفتها، وهناك خطر في بالها اقتباس لاتيني من قصيدة لدانتي، كانت تظن أن معناه: «بإرادته سلامنا». عندها فكرت: إذا كان الله موجودًا، فهي بالتأكيد ليست «وفقًا لإرادته»؛ وربما، كما قالت لنفسها، لهذا السبب لم تجد السلام يومًا.
قررت الشابة المترددة الصلاة، لكنها لم ترغب في خداع نفسها بما يشبه «مخدرًا عقليًا»، فرفعت يديها إلى الرّب وهمست بدعاء، تطلب فيه أن يُثبت لها وجوده ويمنحها السلام. وإن فعل، فقد نذرت أن تهب حياتها كلها له — لتفعل ما يشاء، ومهما طلب منها، وأينما دعاها، طَوال حياتها.
بعد ذلك، قررت أن تدرس حياة يسوع المسيح في الأناجيل. ورغم ذلك، بدأت مسيحيتها سرًّا في البداية، متخلية عن اهتماماتها «الدنيوية» تدريجيًا، لكنها وجدت الصلاة أمرًا صعبًا للغاية.
في مايو 1922، تخرّجت إيزوبيل كون من جامعة كولومبيا البريطانية بمرتبة الشرف في تخصص اللغة الإنجليزية وآدابها. كانت تخطّط لأن تصبح عميدة لكلية البنات وأن تُدرّس في إحدى الجامعات. عملت معلمة للصف الثالث في مدرسة سيسيل رودس في فانكوفر لأكثر من عام، وأقامت في سكن داخلي بعد أن انتقلت عائلتها إلى فيكتوريا.
في عام 1924، وأثناء مشاركتها في مؤتمرها الصيفي الثاني على التوالي للبعثات المسيحية في ذا فيرز في بيلينجهام، واشنطن، التقت كون بجيمس أو. فريزر، المتحدث في المؤتمر، والرجل الذي أصبح لاحقًا أحد أعظم مرشديها الروحيين وأقرب أصدقائها. في سبتمبر التالي، بدأت كون الدراسة في معهد مودي للكتاب المقدس في شيكاغو، إلينوي. بصفتها كندية مخلصة، لم تكن هذه المبشرة لتختار هذه المدرسة من تلقاء نفسها؛ ومع ذلك، لبّت طلب أحد معارفها المسيحيين الذي تكفّل بأجرة القطار ورأس المال اللازم للعام الدراسي الأول.
كانت قد بدأت فعليًا التحضير لتصبح مبشّرة من خلال حضور دروس مسائية في مدرسة فانكوفر للكتاب المقدس.
في معهد مودي، ركزت إيزوبيل طاقاتها على شعب ليسو التبتي البورمي، الذين يعيشون على الحدود بين الصين وبورما [ميانمار]، بعد لقائها بالسيد فريزر وسماعها حديثه في ذا فيرز، واقتناعها بأن هذا هو الطريق الذي أراده الرب لها. وعلى الرغم من تغيّبها عن فصل دراسي بسبب المرض، فقد تخرجت في ديسمبر 1926 متفوقة على دفعتها.
خلال فترة دراستها، شاركت في الوعظ في الهواء الطلق، وعزفت على البيانو في إصلاحية للبنين، وعملت في خدمات الزيارة في الأحياء. وغالبًا ما عملت داخل المدرسة لدفع تكاليف دراستها، رغم أنها تلقت في بعض الأوقات دعمًا ماليًا غير متوقع عندما دعت الحاجة.
في مودي، التقت أيضًا بزوجها المستقبلي، جون بيكر كون، الذي وصفته ذات مرة بأنه «حالم آخر». كان قد بدأ الدراسة قبلها بعام، وسافر إلى الصين بمفرده، تماشيًا مع نصيحة البعثة في ذلك الوقت بعدم إرسال غير المتزوجين معًا إن تم قبول أحدهم فقط.
قالت والدة كون لها ذات يوم إنّه «لن تكون هذه الفتاة المسيحية مُبشّرة ما دامت والدتها على قيد الحياة؛ فذلك لا يمكن أن يحدث إلا بعد موتها». شكّل هذا الموقف مصدر قلق عميق لكون، إذ كانت تؤمن، بصفتها مسيحية، بأن من واجبها إكرام والديها. وكما كتبت لاحقًا، وهي تستعد للسير في طريق التبشير، فقد كانت «صغيرة جدًا في نظر الرب على أن تدرك أنّ طاعة الله تسبق طاعة الوالدين». وفي نهاية الأمر، منحتها والدتها الإذن بالالتحاق بمعهد مودي. وخلال الفصل الدراسي الأول لها هناك، توفيت والدتها أثناء خضوعها لعملية جراحية، وكانت قد صرّحت لصديقة مقرّبة بأن ابنتها «اختارت الطريق الأفضل».
بعد تخرجها، قدّمت كون طلبًا للانضمام إلى بعثة الصين الداخلية، لكن رُفض طلبها في البداية بسبب توصية شخصية تضمنت تقريرًا سلبيًا عنها. وبعد مراجعة إضافية وانتظار استمر قرابة عامين، تخللته فترة تأجيل حتى هدأت «انتفاضة عام 1927»، بالإضافة إلى توجيه من بعثتها بتأجيل التقديم لستة أشهر، خصّصت من بينها شهرًا كاملًا للراحة التامة نتيجة الإرهاق الذي سبّبه لها العمل السابق، تحققت رغبتها أخيرًا في أن تصبح مبشّرة، وأبحرت إلى الصين.
خلال قرابة العامين اللذين اضطرت فيهما كون إلى الانتظار للحصول على تصريح السفر، أقامت مع والدها وشقيقها بعد عودتهما إلى فانكوفر. احتاجت إلى كسب رزقها، إذ لم يكن والدها مستعدًا لدعم مساعيها التبشيرية ماليًا، رغم تأييده لقرارها بأن تصبح مبشّرة. لكنها كانت تخشى أن يؤدي توقيعها على عقد تدريس جديد إلى التزام يُقيّدها حتى نهاية مدته، ويمنعها من ترك العمل في أي وقت والسفر إلى الصين.
بمحض صدفة، وافقت على إلقاء محاضرة دون مقابل أمام مجموعة من النساء، وفوجئت بعرض لتولي الإشراف على ما كان يُعرف آنذاك بـ«نادي ركن فتيات فانكوفر»، مقابل راتب شهري قدره 80 دولارًا – وهو مبلغ زهيد حتى في ذلك الوقت.
كان النادي مبادرة تبشيرية مخصصة لسيدات الأعمال والمهن، حيث كنّ يجتمعن في مبنى وسط مدينة فانكوفر خلال أيام الأسبوع للحديث وتناول وجبات الغداء سويًا. شملت مهام المشرفة التواجد في وقت الظهيرة لمقابلة النساء ومشاركتهن الرسالة التبشيرية كلما سنحت الفرصة. وبالنسبة لخريجة حديثة من مدرسة الكتاب المقدس، كان هذا منصبًا مدفوع الأجر أحبّته بصدق، وفي الوقت ذاته، كانت قادرة على تركه في أي لحظة.